# 옌시산
옌시산(중국어: 閻錫山, 1883년 10월 8일 ~ 1960년 5월 23일), 혹은 염석산은 중화민국 정부에서 복무한 중국의 독군이다. 20세기의 초반과 중반에 수십년 동안 옌시산은 산시성을 다스리면서 진계군벌을 형성해 동료 독군, 국민당원, 공산당원과 일본군들을 상대로 싸웠다.

## 생애

### 어린 시절과 교육
청나라 산시성 우타이현에서 세대들을 위한 은행원과 상인들로 지내온 가족에게 태어났는데, 산시성은 19세기 후반까지 많은 성공적인 은행들로 알려져 있었다.
청년으로서 옌시산은 지방 마을 학교에서 전통적인 유교 교육을 속행했던 동안 자신의 부친의 은행에서 몇년간 일하였다. 부친이 중국의 경제를 파괴한 19세기 후반의 공황에 의하여 망한 후, 그는 타이위안에서 만주 정부에 의하여 운영되고 융자된 자유 군사 학교에 입학하였다. 이 학교에서 수학한 동안 그는 처음으로 수학, 물리학과 서방으로부터 직접 수입된 다양한 다른 과제들을 접하게 되었다. 1904년 그는 일본으로 보내져 일본 진무 학교에서 수학하고 일본 육군사관학교에 입학하여 1909년에 졸업하였다.

### 초기 중화민국에서 경력

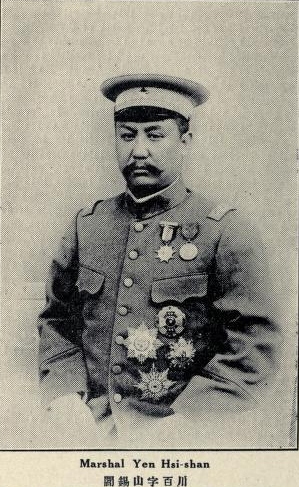
1920년대 초반의 옌시산

옌시산이 중국으로 귀국한 후, 청나라 정권은 그를 산시성 신건육군으로 지정하였는데 그는 비밀리에 정권의 전복을 계획하였다. 1911년 신해혁명 동안에 만주군을 몰아내고 독립정부를 선포하였고, 타이위안에서 산시성 정부도독이 되어 지배하였다.
1912년 옌시산은 자신이 시초적으로 "산시성 기계부"로 불렀던 타이위안 군수 공장을 건설하기 시작하였다. 공장은 처음에 얼마 안되는 작은 수의 무기를 생산하였다. 하지만 독군 위안스카이에 의한 침입으로 산시성을 위한 옌시산의 계획들이 중단되었다. 그를 복직시키는 데 옌시산은 결국적으로 위안스카이를 납득시킬 수 있었고, 1917년 위안스카이의 사망에 의하여 그는 자신의 권력을 완고하게 통합을 관리하였다. 옌시산은 산시성이 스스로 방어할 수 있기를 원하였다. 그것은 군수 공장에서 심각하게 투자하는 것을 의미하였다.
1920년까지 옌시산은 기계를 수입하고, 산시성 기계부를 개량하는 데 외국인 직원을 기용하고 있었다. 대량의 장비는 독일에서 왔다. 그의 직원은 미국에서 훈련을 받은 중국인 기술자와 너무 낡은 한양 군수 공장으로부터 자신이 밀렵에 성공한 다른 기술자들로 섞여 있었다. 기계부는 포병을 생산할 수 있는 능력을 가진 중국에서 몇몇의 무기 공장들 중의 하나였으며 대부분 독일식 모델의 복제본이었다. 대부분의 중국의 무기 공장들은 값이 싸지만 가공하지 않은 생산품들이었으나 타이위안에서는 고품질의 무기가 생산되는 것으로 평판이 높았다.
무기 생산이 본궤도에 오르자 옌시산은 문명 산업화를 위한 야망적인 계획을 세웠다. 그는 소년과 소녀들을 위한 공공 교육에 더하여 토지 개혁과 지방 철강업을 포함한 산시성을 위하여 큰 계획들을 가졌다. 어떤 이들은 그를 "모델 성 정부 도독"으로 부르기 시작하였다.
장제스와 국민당군이 1927년 북벌을 발포하였을 때 옌시산은 만주의 독군 장쭤린을 상대로 싸우는 목적의 전투를 위하여 군인들을 준비하였다. 옌시산의 군대는 최후적으로 베이징을 점령한 것에 주요 역할을 하여 장쭤린을 상대로 승리하여 중국의 새로운 중앙 정부의 수뇌로서 장제스를 설립하였다. 얼마 후, 일본의 장쭤린 암살 사건은 장제스를 위한 성원을 보증하는 것은 물론 그의 아들 장쉐량이 그의 군대를 차지하도록 하는데 기여하였다.

### 중일 전쟁

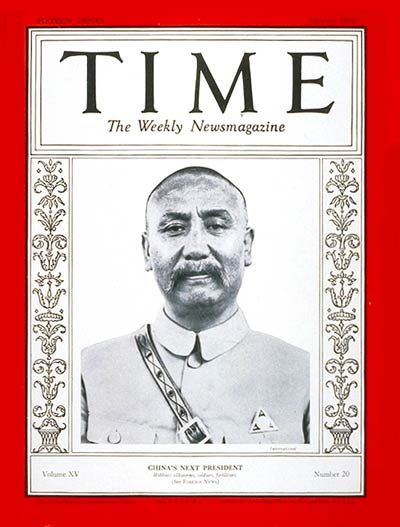
타임 표지에 나온 옌시산의 모습

하지만 중원 전쟁이 일어난 동안 옌시산은 그들이 대안 국민 정부를 설립하는 데 싸우면서 장제스를 상대로 "기독교인 장군" 펑위샹과 광시성 파벌과 편을 들었다. 옌시산은 "중국의 다음 총통"이란 표제와 함께 타임의 표지에 나타났다. 그러나 반란은 실패하였다. 1930년 옌시산은 당시 일본 관동군의 통치 아래 중국의 일부였던 다롄으로 망명하였다. 그 전부를 통하여 타이위안 군수 공장은 활동적으로 남아있었다. 1930년 그 공장에는 15,000명이나 되는 많은 고용주들이 있었다.
다롄에서 자신의 시간 동안 옌시산은 일본의 관료들과 정규적으로 연락을 하였다. 그러나 그는 장쉐량과 비밀리에 서신을 하였다. 둘은 일본이 침입을 계획하고 있었다는 것을 믿었다. 옌시산은 장쉐량의 도움과 장제스의 내키지 않는 허락과 함께 망명으로부터 산시성으로 돌아왔다. 1931년 9월 일본군은 만주를 침입하고 장쉐량의 군대를 파괴하였다. 산시성에서 학생들은 일본군과 직면을 피하는 장제스의 정책에 항의하였다. 그해 12월 18일 국민당 경찰은 항의하는 민중에게 발포하였다. 얼마후 옌시산에게 충성적인 공무원들은 산시성으로부터 국민당 공무원들을 추방하였다. 그는 성의 통치를 다시 얻었다.
옌시산은 또한 자신의 군수 공장을 되찾아 생산량을 늘렸다. 그는 즉시 타이위안으로부터 만주에 있는 반일 무장 전사들에게 무기들을 공급하였다. 전투 태세를 갖춘 장제스는 다시 한번 옌시산과 화해하였다. 1934년 산시성에 방문 동안 그는 옌시산의 리더십을 칭송하여 암묵적으로 성의 자율성을 인정하였다. 그는 또한 공산당 폭도들을 상대로 "강화" 작전들에서 옌시산을 주요한 지도자로 선언하였다.
옌시산은 지속적으로 자신의 관념론을 조정하고 통치에 자신의 접근을 완화하였다. 그러나 1936년 몽골의 데므치그돈로브는 옌시산의 영토에 공격에서 일본군의 훈련을 받은 몽골군의 군대를 지도하였다. 옌시산의 군대는 전투를 이겼으나 직면이 라이벌 중국의 당파들이 피할 수 없는 일본군의 침입을 위하여 준비하는 데 필요했던 것을 옌시산이 확신시키도록 남겼다. 그는 중국공산당 군대와 비밀 휴전을 이루어 산시성에서 저우언라이가 비밀 기지를 설립하는 데 허용하였다.
장쉐량과 저우언라이는 시안 사건으로 알려진 것에 장제스를 납치하여 공산당원들과 휴전으로 동의하는 데 그를 강요하였다. 옌시산은 납치를 계획한 것에 직접 연루되지 않았으나 전체의 당파들과 자신의 관계의 이유로 그는 장제스의 석방을 협상하고 정부와 공산당원들 사이에 국가 휴전을 설립하는 도움을 줄 수 있었다.
1937년 일본은 결국 중국의 주요 침입을 발포하여 만주로부터 북부로 들어가 밀고 나가 바다로부터 상하이를 공격하였다. 다시 한번 옌시산의 군대는 데므치그돈로브의 군대와 싸워 빠르게 쫓아냈다.
일본의 정규군들은 더욱 거대한 도전을 증명하였다. 옌시산은 비겁함을 나타낸 사령관들을 처형하기 시작하였다. 그는 또한 산시성으로 와서 싸움에 가입하는 데 팔로군의 주더에게 개인적 초청을 보내기도 하였다. 옌시산과 주더의 군대들은 핑싱관 산길을 위한 전투에서 함께 뭉쳐 일본군을 치욕적인 패배로 넘겨 주었다. 그들은 중국의 빨치산들을 싸우는 친일 꼭두각시 중국군을 장비하였다.
곧 옌시산은 일본군과 공산군 둘다를 상대로 자신 소유의 게릴라전쟁을 벌였다. 산으로부터 자신의 군대를 지휘한 그는 새로운 무기 공장들을 설립하였다. 그들은 고철과 다른 재활용 재료들에 의지한 더욱 작고 조잡한 운영들이었다. 그들은 수천개이기 보다는 수백개의 무기들을 생산하였다.
1940년 다나카 류키치 장군은 일본 제국 육군의 참모장이 되었다. 옌시산과 다나카는 다롄에서 옌시산의 망명 동안 우호적이었다. 다나카는 자신이 공산군과 함께 옌시산의 균열을 이용할 수 있었는 줄 알았다. 그러나 옌시산은 일본군이 산시성으로부터 철수하기를 원하였다. 그때만 그는 공산군을 상대로 일본군과 함께 싸우는 데 동의하려고 하였다. 1943년 옌시산과 다나카는 느슨하고 비공식적인 휴전으로 동의하였다.

### 이후의 경력

타이베이 스린구에 있는 옌시산의 묘비

1945년 일본의 항복 후, 옌시산은 다시 한번 타이위안으로 돌아와 산시성에 자신의 지배를 다시 재설립하였다. 그의 첫 우선권들 중의 하나는 군수 공장의 소유권을 되찾는 것이었다. 그러나 일본군이 이미 기계의 거의를 약탈하고 박탈하였다. 그는 포기하는 데 준비하지 않고 있었다. 옌시산은 공격적으로 전 일본의 동조자들 - 일본의 군인과 기술자들 마저 모집하기 시작하였다. 그들은 산시성의 산업 지대를 재건하는 수단을 증명하였다. 그는 일본군 사관 이마무라 호사쿠를 그의 "일본 특수 부대"를 지도하는 데 설득하였다. 미국의 조언자들과 국민당은 옌시산의 일본 용병들을 이용한 것에 못마땅하게 여겼다. 옌시산은 한번 공산군에 대항하는 전투로 완전히 무장한 그들을 보내기 전에 공식적 문서들에 "철도 수리 노동자들"로서 일본군의 분리에 라벨을 붙히는 만큼 멀리 갔다.
1948년까지 군수 공장은 한달에 수천개의 작은 무기와 포병을 다시 생산하였다. 공산군은 산시성으로 넘쳐 들어와 쉽게 지방 투사들을 모집하였다. 그들은 타이위안을 포위하였다. 공산군이 결국 타이위안을 포획하였을 때 이마무라는 자살하였다. 중국 남부로 달아난 옌시산은 국민당원들의 나머지와 함께 타이완으로 달아났다.
옌시산은 공공 생활로부터 퇴직하여 옌시산 사상에 관하여 글을 쓰고 더욱 나가서의 개발로 자신의 주의를 돌렸다. 그의 철학의 마지막 반복들은 숙고된 "반공주의와 반자본주의의 유교 공상적 이상주의"였다.
1960년 5월 23일 타이베이에서 76세의 나이로 사망하였다.

## 염석산 사상
염석산은 평생동안 휘하 막료들 및 산서성 백성들의 사기와 충성심을 고취시키기 위한 이념을 고안해서 정식화하고 전파하려고 시도했다. 염석산은 일본 유학 시절 군국주의와 사회다윈주의에 이끌렸지만, 제1차 세계대전 이후로는 그것을 포기했다. 염석산은 사회의 경제개혁이 윤리개혁에 의해 진전될 것이며, 중국이 직면한 문제는 중국인들의 도덕적 재활을 통해서만 해결될 수 있다고 생각한 점에서 당시의 대부분의 중국 보수주의자들과 입장을 같이했다. 집권 시절 염석산은 중국 인민을 통일적으로 다스릴 수 있는 단일한 이념은 존재하지 않는다고 믿었고,:59 자신이 “군국주의, 민족주의, 무정부주의, 민주주의, 자본주의, 공산주의, 개인주의, 제국주의, 보편주의, 가부장주의, 유토피아주의”의 모든 장점을 합친 종합적인 사상체계를 만드는 데 성공했노라고 자랑했다.:63 소위 염석산 사상의 전파는 “세심사(洗心社: 마음을 씻는 모임)”라는 이름의 반(半)종교적 네트워크를 통해 이루어졌다.

### 유교의 영향
염석산은 어릴 때 유교 교육을 받았던 만큼, 유교에 감정적 애착을 가지고 있었으며, 자신이 살고 있는 혼란과 무질서의 시대의 역사적으로 효과적인 해결책으로 유교의 가치를 파악했다. 그는 유교의 정치이론을 통해 자신의 통치를 정당화했고, 유교의 보편적 덕목을 부활시키고자 노력했다. 염석산의 연설과 글을 보면 중용을 비롯한 유교적 교리, 특히 절제와 조화의 미덕에 대해 과도한 찬양을 보여준다. 염석산이 시도한 개혁 가운데 상당수는 염석산이 유교적 덕목의 체현자인 군자임을 과시하기 위한 의도로 이루어졌다.:59
염석산의 유교 해석은 청대에 유행했던 신유학으로부터 대부분 차용된 것이었다. 그는 모든 인간은 선천적으로 선할 수 있는 능력이 있지만, 그 능력을 충족시키기 위해서는 감정과 욕망을 양심의 통제에 종속시키는 교화가 필요하다고 아랫사람들을 가르쳤다. 또한 염석산은 지식을 폄하하고 직관에 근거하여 행동하라고 촉구한 명대의 육구연과 왕양명을 존경했다. 염석산은 오로지 격렬한 자아비판과 자기수양을 통해서만 인간의 잠재력이 달성될 수 있다고 믿었기 때문에, 모든 마을마다 전술한 “세심사”를 설치했다. 세심사는 매주 일요일마다 사람들을 모아 유교 경전에 근거한 명상과 설교를 제공했고, 참석한 사람들은 설교를 들은 뒤 일어나서 모두 돌아가며 지난 한 주 동안의 자신의 잘못을 큰 소리로 고백하고 서로에게 비난을 받았다.:60

### 기독교의 영향
염석산은 서양의 강력함의 원인이 대부분 기독교에 있다고 생각했고, 중국 역시 기독교처럼 고무적인 이념적 전통을 창출해야 서양에 저항하고 더 나아가 추월할 수 있다고 믿었다. 그는 산서성을 교육하고 근대화하기 위해 태곡에 학교를 설립한 대부분이 미국인인 선교사들의 노력에 감사했다. 그는 학교 졸업실 때마다 나가서 연설을 했지만, 학생들을 자기 군벌정권의 지지자로 모집하는 것은 일반적으로 성공적이지 못했다. 염석산은 태원의 자생적 기독교회들을 후원했고, 한때는 군대에서 기독교 성직자들을 사용하는 것도 진지하게 고려했다. 그러나 1925년 이후 반외세 감정으로 인해 기독교에 대한 태원의 여론이 양극화되자 염석산의 기독교에 대한 지지도 시들해졌다.:61-62
염석산은 세심사를 조직할 때 의도적으로 기독교의 요소들을 많이 차용했다. 예컨대 공자를 찬양하는 찬송가를 부르는 것이 그 대표적인 사례였다. 그는 부하들에게 “상제”라는 지고의 존재를 믿는 신앙을 가지라고 촉구했고, 유교 고전을 통해 상제에 대한 신앙을 정당화했는데, 염석산이 묘사하는 상제는 기독교의 유일신에 대한 해석과 매우 유사한 것이었다. 기독교와 마찬가지로, 염석산 사상에도 염석산의 이념을 수용한 사람은 되살아나거나 다시 태어날 수 있다는 믿음이 스며 있었다.:61-62

### 중국 국민주의의 영향
1911년, 염석산은 중국 국민주의의 사도로서 산서성의 권력을 잡았으나, 이후 국민주의를 자기 목적을 달성하기 위해 사용될 수 있는 사상들 중 하나로 보게 되었다. 그는 세심사의 주요 목표가 유교 교회를 부활시켜 중국인의 애국심을 고취시키는 것이라고 말하고 다녔는데, 때문에 외국인들은 염석산이 중국판 국가신토를 만들려 한다고 비난했다.:63-64
염석산은 손일선 사상 가운데 자기 통치에 잠재적인 위협이 될 수 있는 측면들을 완화하고자 시도했다. 염석산은 손일선의 삼민주의를 산서성에 그대로 퍼뜨리지 않았고, 삼대 강령 가운데 민족과 민주를 미덕과 지식으로 바꾼 변형-삼민주의를 산서성에 유포했다. 1919년 5.4 운동 당시 태원의 학생들이 배외주의 시위를 벌이자 염석산은 애국심은 마치 강수량과 같아, 적당해야지 유익하다고 경고했다.:63-64
1930년, 중국국민당이 명목상 중앙집권을 수립하고 나자 염석산은 국민당의 원칙들 가운데 자신이 사회적으로 유익하다고 생각한 것들을 장려했다. 1930년대의 염석산은 장개석의 신생활운동을 따라서 마을마다 “좋은 인민 운동”을 설립하고자 했다. 염석산이 이를 통해 진흥하고자 한 가치는 정직함, 친근함, 존엄성, 근면함, 겸손함, 근검절약, 개인적 단정함, 복종심 같은 것이었다.:60

### 사회주의의 영향
1931년, 대련에서의 망명 생활을 마치고 태원으로 돌아온 염석산은 소련의 제1차 5개년 계획의 성공에 감명받아, 그것을 산서성의 사정에 맞게 변용한 “10개년 계획”을 고안하고 산서성의 경제를 소련처럼 재편하고자 시도했다.:129 1930년대 내내 염석산은 산업과 금융에 대한 국가의 통제를 곧 경제발전과 동일시했고, 1930년대 후반이 되면 대부분의 주요 상공업을 통제 하에 두는 데 성공했다.:134
1931년 이후 염석산의 연설들을 보면 대련에서 배운 마르크스주의 경제학, 특히 『자본론』에 대한 자기 나름의 해석이 반영되어 있다. 그 해석에 따라 염석산은 산서성의 경제를 소련의 경제와 유사하게 개조하고자 시도했고, 특히 “노동에 따른 분배” 계획에 영감을 받았다. 공산당이 염석산의 통치에 심각한 위협이 되었을 때, 염석산은 국민당 중앙의 선전선동과 달리 공산당은 단순한 도적떼와 다른, 용맹하고 자기희생적인 광신도에 가깝다고 옹호했고, 공산당을 막기 위해서라도 사회경제적 개혁이 필요하다고 주장했다.:163-164
마르크스와 마찬가지로, 염석산은 불로소득을 혐오해서 없애고 싶어했다. 그는 실제로 일을 하는 사람에게만 분배가 돌아가도록 산서성의 경제구조를 뜯어고치고 싶었다. 다만 염석산은 마르크스주의에서 계급간의 전쟁이 불가피하다고 보는 것이 중대한 결점이라고 생각하고, 그것을 자기 나름대로 수정했다. 그는 마르크스가 인간 사회의 물적 측면을 분석한 것은 높이 평가했지만, 투쟁보다는 조화가 인간의 이상에 더 가깝고, 인류에게는 그 이상을 표상하는 도덕적 정신적 통일성이 있다고 공언했다. 염석산은 경제결정론을 거부함으로써 자본주의의 필연적 결과인 착취와 고통을 해소하면서, 공산주의보다 덜 폭력적이고 더 생산적인 사회를 만들기를 희망했다.:164
염석산은 프랭클린 루스벨트의 뉴딜을 공산주의의 확산과 싸우기 위해 사회주의를 장려하는 것으로 해석했다. 염석산은 “뉴딜은 정부가 나서서 부자들의 이익을 강제로 분배시킴으로써 공산주의를 막는 효과적인 방법”이라고 말했다. 이후 염석산은 자기가 다스리는 산서성에서 실업을 줄이기 위해 뉴딜에 영감을 받은 일련의 공공사업에 착수했다.:166-167

### 과연 성공했는가?
이러저런 노력에도 불구하고, 염석산 사상은 산서성에서 널리 대중화되지 못했다. 그의 부하와 백성들은 염석산의 진정한 목적이 다른 구태정권과 실질적으로 다르다고 믿기를 거부했다. 염석산은 자신의 사상이 대중화되지 못한 것을, 부하 관리들의 부패와 권력오남용으로 인해 대중들에게 자기 뜻이 제대로 설명되지 못한 것이라고 비난했다. 실제로 산서성의 관리들은 염석산 사상의 선전을 위해 마련된 자금을 횡령했고, 서민들에게 염석산 사상을 지나치게 복잡한 언어로 설명했으며, 염석산 이념의 진정성을 의심케 하는 독재적 방식으로 행동했다. 하여 염석산 이념은 염석산 정권에 대한 대중의 열정적인 지지를 불러일으키지 못했다.:65-66

## 같이 보기
- 안창남
- 팔로군
- 중화민국의 역사
- 국민혁명군

## 참고 자료
- Andrews, Bridie. The Making of Modern Chinese Medicine: 1850-1960. Vancouver: UBC Press. 2014. Retrieved 17 April 2019.
- Bonavia, David. China's Warlords. New York: Oxford University Press. 1995. ISBN 0-19-586179-5
- Feng Chongyi and Goodman, David S. G., eds. North China at War: The Social Ecology of Revolution, 1937-1945. Lanham, Maryland: Rowman and Littlefield. 2000. ISBN 0-8476-9938-2. Retrieved 3 June 2012.
- Gillin, Donald G. "Portrait of a Warlord: Yen Hsi-shan in Shansi Province, 1911-1930." The Journal of Asian Studies. Vol. 19, No. 3, May 1960. Retrieved 23 February 2011.
- Gillin, Donald G. Warlord: Yen Hsi-shan in Shansi Province 1911-1949. Princeton, New Jersey: Princeton University Press. 1967.
- Gillin, Donald G. and Etter, Charles. "Staying On: Japanese Soldiers and Civilians in China, 1945-1949." The Journal of Asian Studies. Vol. 42, No. 3, May 1983. Retrieved 23 February 2011.
- Goodman, David S. G. "Structuring Local Identity: Nation, Province and County in Shanxi During the 1990s". The China Quarterly. Vol.172, December 2002. pp. 837–862. Retrieved 17 April 2019.
- Harrison, Henrietta. "The Experience of Illness in Early Twentieth-Century Shanxi.". East Asian Science, Technology, and Medicine. No.42. pp. 39–72. 2015.
- Lawson, K. M. "A Chinese Warlord’s Predictions for the Korean War". 보관됨 2013-07-27 - 웨이백 머신 Frog in a Well. 4 August 2010. Retrieved 20 March 2011.
- Lew, Christopher R. The Third Chinese Revolutionary War, 1945-1949: An Analysis of Communist Strategy and Leadership. The USA and Canada: Routelage. 2009. ISBN 0-415-77730-5.
- Lin Hsiao-ting. Modern China's Ethnic Frontiers: A Journey to the West. New York, NY: Routledge. 2011. ISBN 0-415-58264-4. Retrieved 21 May 2012.
- Spence, Jonathan D. The Search for Modern China, W.W. Norton and Company. 1999. ISBN 0-393-97351-4.
- "CHINA: President Resigns." 보관됨 2013-08-27 - 웨이백 머신 TIME Magazine. Monday, 29 September 1930. Retrieved 24 February 2011.
- "Foreign News: Yen to Nanking." 보관됨 2013-06-24 - 웨이백 머신 TIME Magazine. Monday, 24 December 1928. p. 293. Retrieved 24 February 2011.
- "Marshal Yen Hsi-shan" 보관됨 2013-08-27 - 웨이백 머신. TIME Magazine. 19 May 1930. Retrieved 24 February 2011.
- Wang Ke-wen, ed. Modern China: An Encyclopedia of History, Culture, and Nationalism. United States of America: Wang Ke-wen. 1998. ISBN 0-8153-0720-9. Retrieved 4 June 2012.
- Wortzel, Larry M. Dictionary of Contemporary Chinese Military History. Westport, CT: Greenwood. 1999. ISBN 0-313-29337-6. Retrieved 29 May 2012.
- Yang, Benjamin. "The Making of a Pragmatic Communist: The Early Life of Deng Xiaoping, 1904-49." The China Quarterly. No. 135, Sep. 1993. Retrieved 24 February 2011.
- Zhou Zhihou. "After Standing Guard for Fifty-One years, an Old Bodyguard Donates Yan Xishan's Former Residence to the Taipei City Government" 보관됨 2012-04-04 - 웨이백 머신 (守墓51年 老侍衛力不從心 閻錫山故居 捐北市府維護). news.chinatimes.com. China Times. 23 May 2011. Retrieved 3 June 2011. (Chinese)
- http://cgsc.leavenworth.army.mil/carl/download/csipubs/bjorge_huai.pdf 보관됨 2009-03-26 - 웨이백 머신